# 巣湖
巣湖（そうこ、簡体字: 巢湖、拼音: Cháo Hú、Lake Chao）は中華人民共和国安徽省中部の合肥市にある大きな淡水湖。合肥市の包河区、巣湖市、肥東県、肥西県、廬江県にまたがる。長江水系の淡水湖で、面積は778平方キロメートルと中国の淡水湖でも5位の大きさ。中華人民共和国国家重点風景名勝区（2002年認定）。
巣湖という名は先秦時代に「巣国」という国が現在の巣湖市付近にあったことにちなみ、巣国はさらに有巣氏（大巣氏）という氏族にその源をたどれるとされる。後に、湖の形が巣に似ているからとも、居巣県があるから巣湖と呼ばれるようになったとも説明されるようになった。古い時代は地名は「巢」、都市名は「鄛」と区別されており、また湖の名は「漅湖」とも書かれた。ほかに「焦湖」などの別称もあった。

## 地形
巣湖の北一帯は巣湖平原（皖中平原）という豊かな田園が広がる平野となっており、合肥市などの大都市もここにある。巣湖の南東には南西から北東方向へ伸びている丘陵地帯があり、長江沿岸の平野との境になっている。

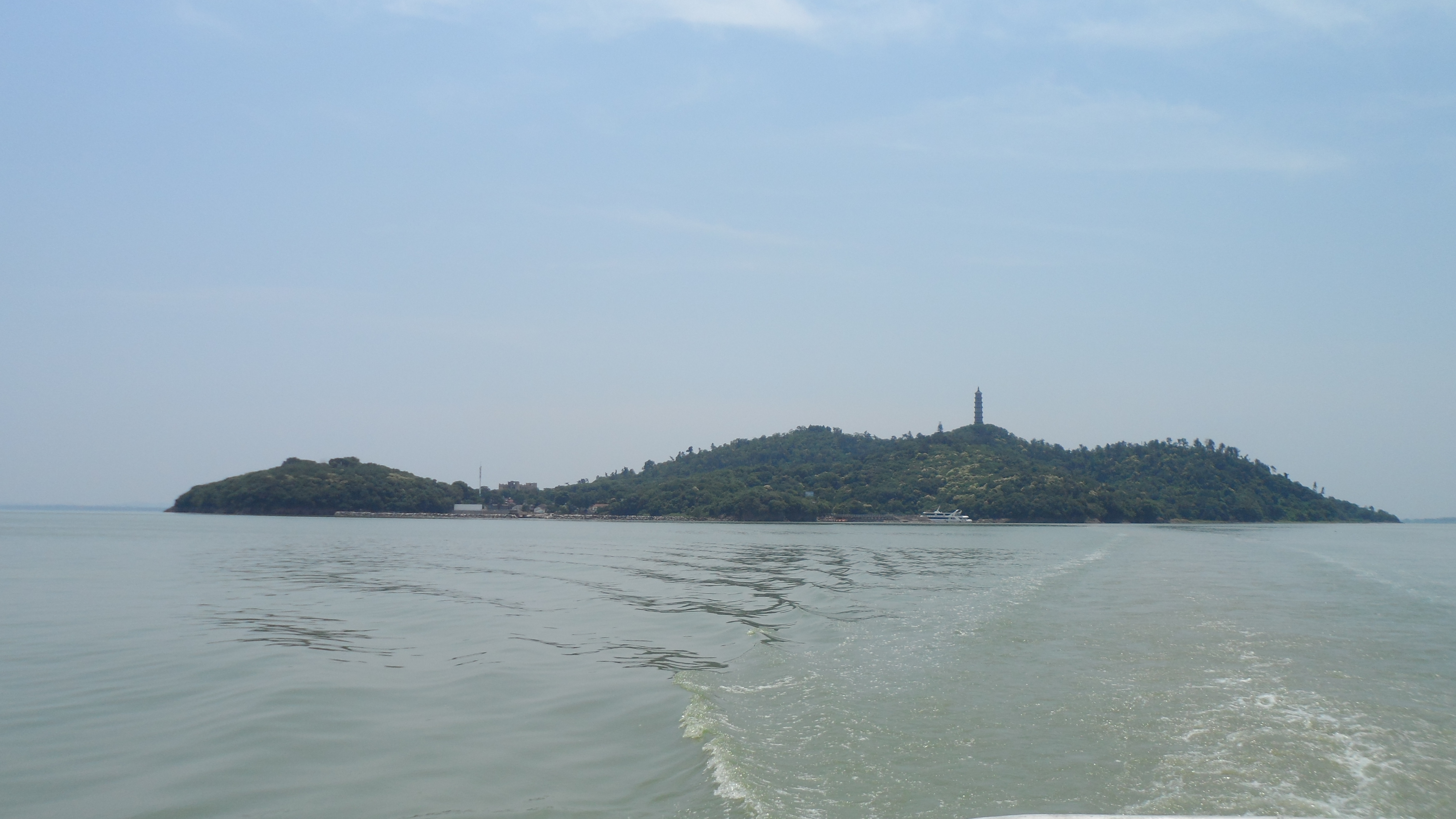
姥山島

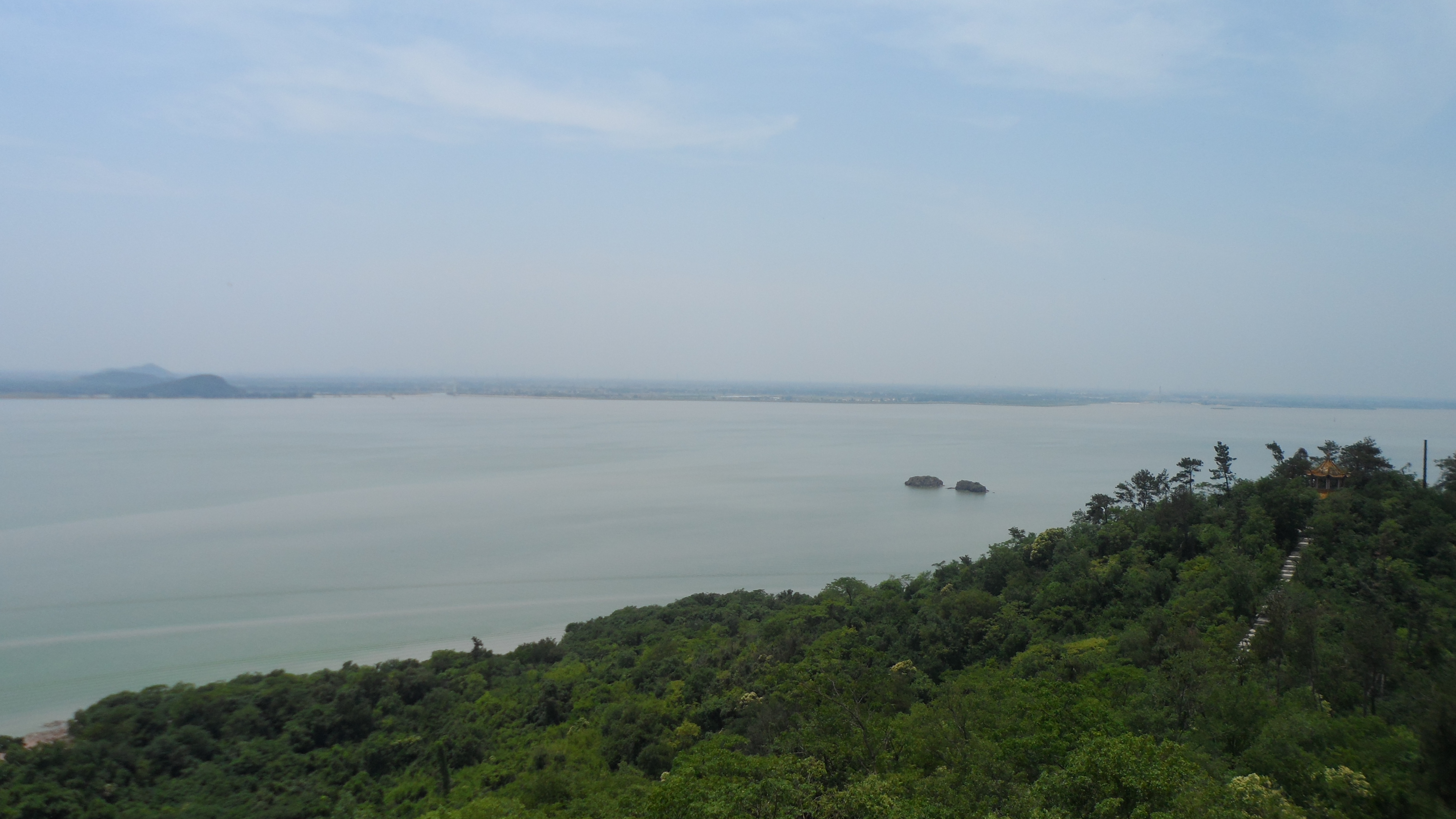
姥山島の山上の文峰塔から見た巣湖

巣湖には合肥市内を流れる淝河（南淝河）など多くの河川が流れ込んでいる。水の出口は湖の東端の巣湖市街を流れる裕渓河で、丘陵地帯を抜けて東へ向かい、蕪湖市の対岸で長江に合流している。巣湖には島が浮かび景勝地となっている。なかでも湖の中心にある姥山島が巣湖でも最大の島であり、その面積は0.86平方キロメートル、最高点の標高は海抜115メートルである。
巣湖はいくつかの断層帯の交点にある。最も大きなものは、中国の東部を南北に走る郯廬断層帯（郯廬断裂帯）で、山東省の郯城県と合肥市の廬江県から名づけられている。この断層帯の北部で1976年に唐山地震が起こった。

## 利用と汚染
湖の周囲には500万人が住み、灌漑・飲用・漁業・水運などに利用している。シラウオ、エビ、カニは巣湖の「三珍」と呼ばれ、周囲は「魚米の郷」として穀物と水産物の恵みを受けてきた。
しかし1980年代以後の経済発展により環境破壊が進んだ。富栄養化と藻類の大量発生、ゴミの散乱、水質汚染、上流からの土砂の堆積などが深刻な問題になっている。衛星写真でもわかるように、藻で湖が汚染され、緑色と化している。

## 伝説

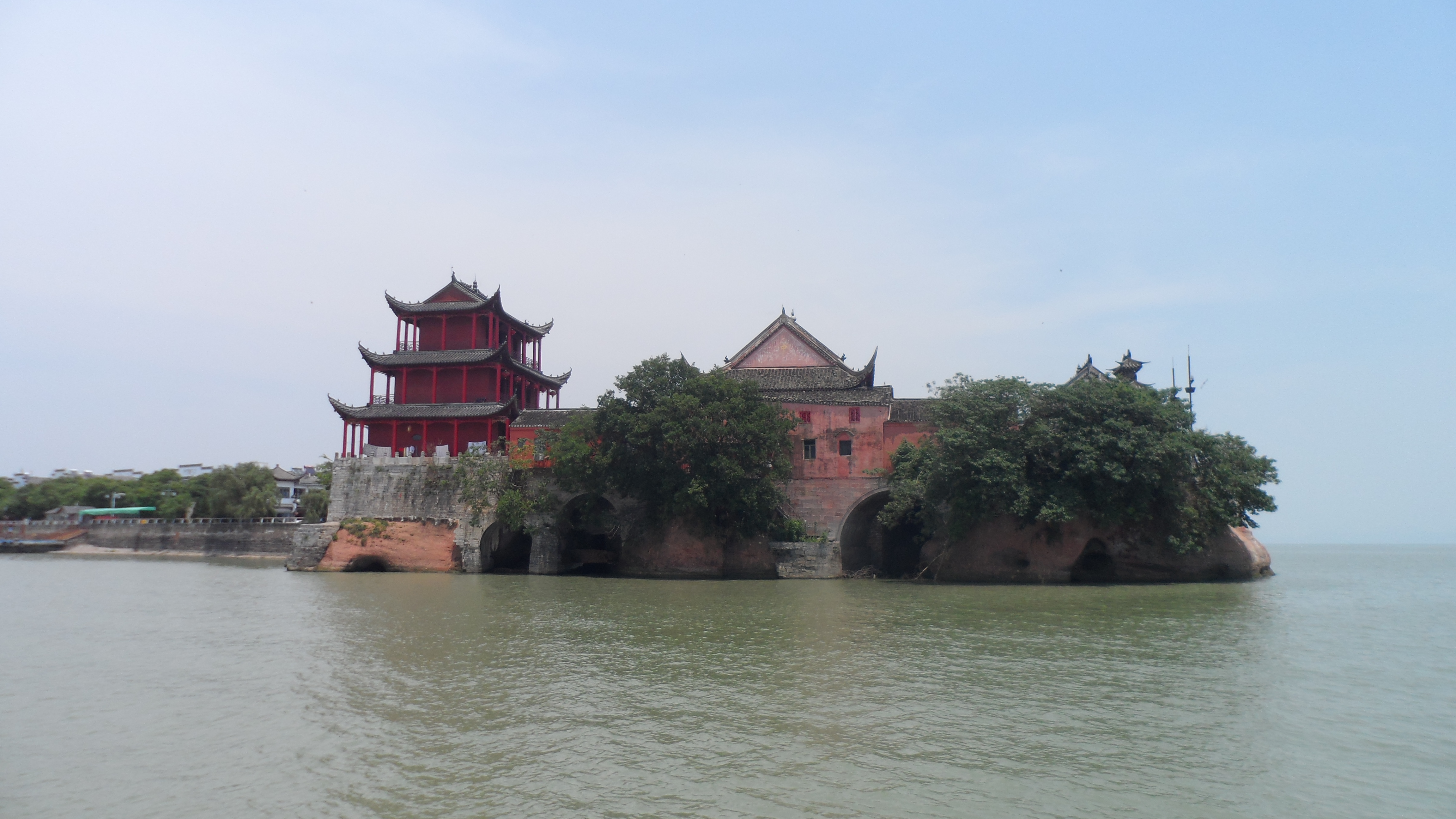
巣湖北岸の姥山島対岸に建つ中廟寺

「陥巣州」という伝説によれば、巣湖のある場所にはかつて「巣州」という繁華な大都会があったが龍によって湖中に沈められたという。「捜神記」二十巻455話の「龍児救姥」に最初に現れ、その後幾多の伝記小説、新中国になってからの演劇、民話を伝える新聞記事などにより語り直されてきたが、現代中国で語られているのはおおむね以下のような物語である。
東海の彼方にある竜宮には竜王が住んでいたが、その息子はにぎわう巣州の町が見たくてたまらず人の姿になって巣州へ遊びに行った。竜王の息子は疲れて路上で眠り、巨大な魚の姿に戻ってしまった。翌朝街路の上には大きな魚が転がっており、巣州府の役人はこれをばらばらに解体してしまい、住民みんなで平らげた。悲しんだ竜王は、まだ魚の肉を食べていなかった焦という一家の父と母と娘の夢の中に現れ、その肉から息子を復活させる方法を教えた。焦家がその通りにすると三日後に魚肉は小魚に代わり、竜に変わって空へと戻って行った。
竜王は焦家の人々の夢に再び現れ、礼を述べるとともに息子を一度殺した悪者たちもろとも巣州を地震で滅ぼすと告げ、巣州府の前に立つ獅子の石像の目が赤く変わったらあなたたちだけでも逃げなさいと伝えた。焦一家はその後毎日巣州府の前にかわるがわる獅子像を見に行ったが、これを怪しんだ役人は彼らから巣州が滅ぶと聞くと大笑いして追い払い、ある日豚の血を獅子像の目に塗って焦一家の反応を見ようとした。焦一家は像の目が赤くなったのを見て慌てふためき、「巣州が沈む!巣州が沈む!」と人々に告げて回った。たちまち空はかき曇り巣州の街は大地震とともに陥没して悪者たちはみな波に呑まれてしまい、巣州は大きな湖に変わってしまった。焦家のおかげで多くの人が助かったが、しかし焦家の娘は逃げることができず死んでしまい、悲しんだ焦家の母も自ら湖に身を投じた。竜王は母とその娘を哀れみ、湖に浮かぶ二つの島（姥山島と児山島）としたという。
伝説のような大都会ではないが、巣湖の拡大により湖底に沈んだ集落や都市も実際にあったとみられる。湖の北岸の浅い湖底では秦漢時代以前の都市の遺跡が沈んでいるのが見つかっており、城壁や門や遺物などが確認されている。